# Чотирнадцятий Доктор
Чотирнадцятий Доктор або Чотирнадцятий (англ. Fourteenth Doctor) – чинне втілення Доктора, головного героя науково-фантастичного телесеріалу BBC «Доктор Хто». Його роль зіграв шотландський актор Девід Теннант, який раніше грав Десятого Доктора і востаннє його бачили в цій ролі у 2013 році.
Доктор – тисячолітній інопланетянин раси Володарі часу з планети Ґаліфрей із дещо невідомим походженням, який подорожує в часі та просторі з допомогою ТАРДІС, часто із супутниками. Наприкінці життя кожного втілення Доктор регенерує, в результаті змінюється зовнішній вигляд і аспекти особистості Доктора.
Раніше Шуті Ґатва був оголошений наступником Джоді Віттакер на головній ролі, і в багатьох релізах говорилося, що саме він зіграє Чотирнадцятого Доктора і що Тринадцятий Доктор Віттекер переродиться у втілення, яке гратиме Ґатва. Після останньої появи Віттакер як персонажа вона натомість відродилася у формі, подібній до форми Десятого Доктора. Було підтверджено, що цей персонаж є Чотирнадцятим Доктором, згодом було уточнено, що Ґатва насправді зіграє П'ятнадцятого Доктора після спецвипуску на честь 60-річчя серіалу в листопаді 2023 року .
Чотирнадцятий Доктор з'являється в трьох спеціальних епізодах у 2023 році, виконавчим продюсером якого є Рассел Т. Девіс, який також повертається до серіалу, бувши виконавчим продюсером шоу з 2005 по 2010 рік.

## Кастинг
Актор Шуті Ґатва був оголошений у травні 2022 року  як наступний актор, який перехопить роль після серії спеціальних епізодів 2022 року після акторки Джоді Віттакер. Наприкінці останнього спеціального випуску «Сила Доктора» було виявлено, що після регенерації Віттакера Доктор відродився у втіленні, яке зіграв Девід Теннант. Раніше Теннант знімався в шоу в ролі Десятого Доктора з 2005 по 2010 рік і став першим актором, який зобразив два різних втілення персонажа в кількох епізодах. Повернення попереднього актора як нового втілення Доктора раніше було запропоновано співавтором «Доктора Хто» Сідні Ньюменом у 1986 році під час обговорень з тодішнім контролером BBC One Майклом Ґрейдом після звільнення актора Шостого Доктора Коліна Бейкера. Ньюмен просив Патріка Траутона, який грав Другого Доктора, повернувшись на один сезон, перш ніж переродитися в жіноче втілення. Актор Четвертого Доктора Том Бейкер також повернувся в спецвипуску «День Доктора» 2013 року в ролі Куратора, який згадується як можливе втілення Доктора.
Було підтверджено, що Ґатва зрештою зіграє роль П'ятнадцятого Доктора, а виконавчий продюсер Рассел Т. Девіс заявив: «Шлях до 15-го Доктора Шуті наповнений таємницею, жахами, роботами, ляльками, небезпекою та веселощами!» .
Теннант і Кетрін Тейт збираються з'явитися як Чотирнадцятий Доктор і Донна Ноубл у трьох спеціальних епізодах до 60-річчя шоу в листопаді 2023 року. Ясмін Фінні також збирається дебютувати в ролі Роуз Ноубл, доньки Донни.

## Костюми
Чотирнадцятий Доктор має схожу зовнішність з Десятим, хоча трохи старший, а також схожу зачіску. Його одяг також дуже схожий, тільки жилет і штани з темно-бордового та темно-зеленого тартану замінили звичний класичний костюм в тонку смужку поверх сорочки, а також тепер він носить темно-синє твідове пальто, а не вільніший коричнево-коричневий алькантаровий плащ, який носив Десятий Доктор. Цей одяг регенерувався з його появою з Тринадцятого Доктора, а не він вибирав його, як у більшості своїх попередніх регенерацій. Пізніше Девіс пояснив, що він хотів, щоб одяг Доктора змінився під час першої регенерації з жінки на Доктора-чоловіка, побоюючись, що це буде витлумачено як насмішка над жіночими рисами та культурою дреґ-королев, оскільки Теннант з'явиться в одязі, розробленому для Віттакер.
В інтерв'ю BBC News після оголошення про повернення Теннант прокоментував зовнішній вигляд свого Доктора, сказавши, що «для звичайного глядача я виглядаю так, наче я одягнений так само, як раніше. Але насправді ми вибрали щось таке ж, але інше. У цьому є відлуння минулого, але це також трохи теперішнього.» 

## Поява
Чотирнадцятий Доктор вперше з'являється в кінці «Сили Доктора» одразу після регенерації Тринадцятого Доктора. Доктор помічає, що його зовнішній вигляд повернувся до тієї самої форми, що й Десятий Доктор, хоча й трохи старший, і що його одяг також змінився. Наступного місяця журнал «Доктор Хто» оголосив, що їхній щомісячний комікс міститиме Чотирнадцятого Доктора в історії «Визволення далеків», яка починається відразу після закінчення «Сили Доктора», зображуючи приблизно першу годину Чотирнадцятого Доктора, включаючи втрату звукової викрутки попереднього втілення.
«Визволення далеків» веде безпосередньо до наступної телевізійної появи Чотирнадцятого Доктора – мініепізоду, який транслювався під час телемарафону «Діти в біді» 17 листопада 2023 року під неофіційною назвою «Пункт призначення: Скаро». Доктор приземляється на Скаро незадовго до створення далеків і зустрічає Каставілліана (Маваан Різван), солдата каледів, який працює під керівництвом Давроса (Джуліан Бліч). Під час їхньої розмови Доктор ненавмисно розкриває Каставілліану ім'я «далек» і бойовий клич «Знищити!» перш ніж замінити багатофункціональну зброю далека простим вантузом та забратися звідти.. 24 листопада 2023 року Теннант з'явився в образі Чотирнадцятого Доктора для CBeebies Bedtime Story.
У рамках спецвипусків до 60 річниці «Доктора Хто» Чотирнадцятий Доктор з'являється в «Зоряному звірі». Він прибуває в Камден-Таун і зустрічає колишню супутницю Донну Ноубл (Кетрін Тейт) – якій раніше стерли пам'ять про Доктора, щоб врятувати її життя після біологічної метакризи Володаря Часу – та її доньку Роуз (Ясмін Фінні). Ставши свідком аварії космічного корабля, Доктор зустрічає чинного наукового радника UNIT Ширлі Бінгем (Рут Меделі) і зрештою відстежує пасажира корабля, Міпа, до дому Донни, поки його переслідують Примарні воїни. Доктор змушений знову викликати метакризу, надаючи Донні доступ до знань, які дозволять їм врятувати Лондон від знищення. У результаті цього Донна, здається, гине, поки не з'ясовується, що Роуз успадкувала деякі з пригнічених здібностей Володарів Часу від своєї матері, що дозволило безпечно розділити метакризу між двома людьми. Донна і Роуз відмовляються від сил ДоктораДонни.
Потім Доктор запрошує Донну ще на одну подорож у ТАРДІС. Донна не хоче, поки Доктор не пропонує відвідати її дідуся. Увійшовши в ТАРДІС і відмітивши, що консольна кімната змінилась, Донна проливає чашку кави на консоль, змушуючи ТАРДІС почати неконтрольовану дематеріалізацію. Доктор у жаху каже, що вони можуть опинитися «де завгодно в часі та просторі».